# Hyperbaenus excisus
Hyperbaenus excisus är en insektsart som först beskrevs av Heinrich Hugo Karny 1929.  Hyperbaenus excisus ingår i släktet Hyperbaenus och familjen Gryllacrididae. Inga underarter finns listade i Catalogue of Life.